# Niō

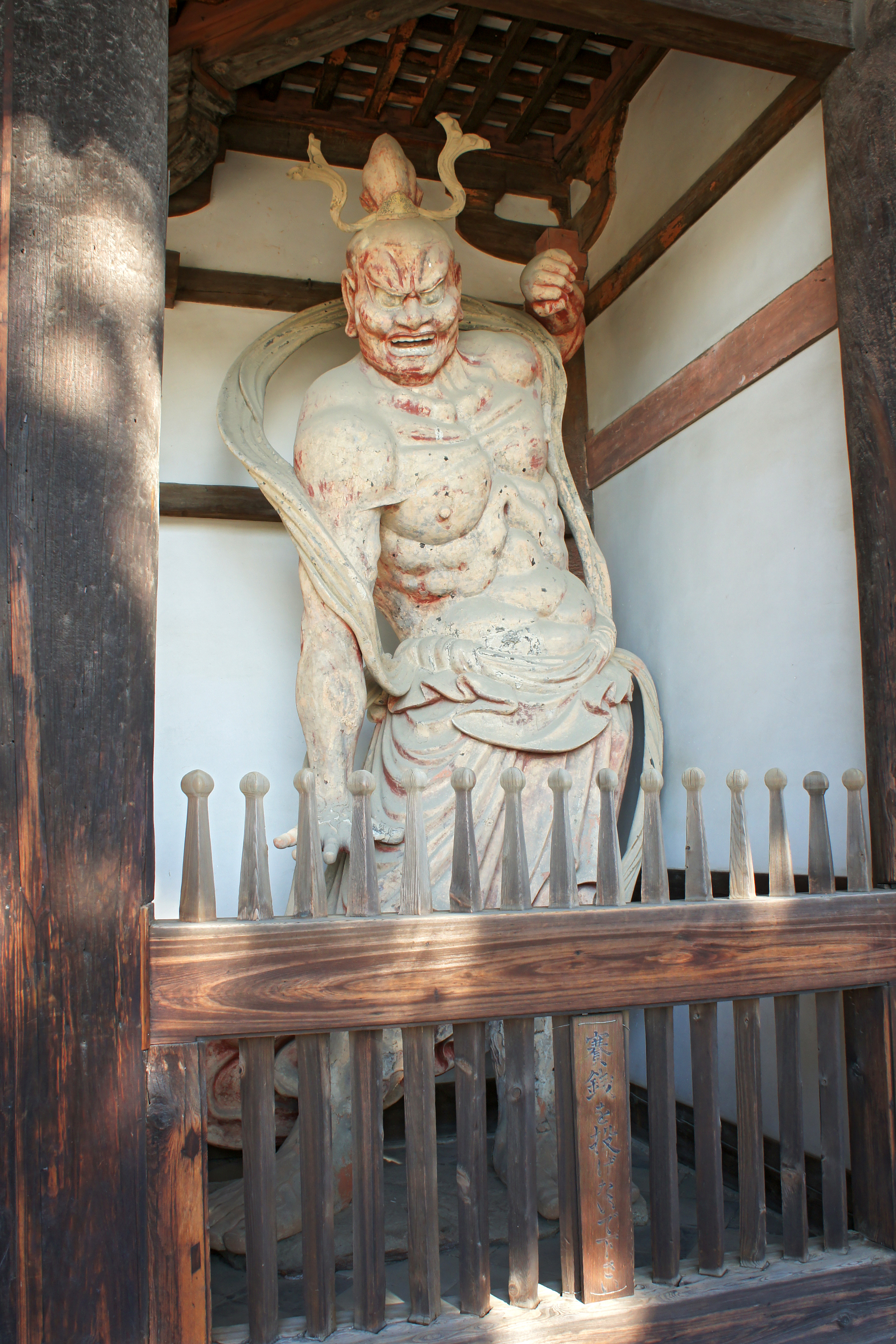
Statuia unui Nio la intrarea templului Hōryū-ji din orașul Ikaruga, Japonia.

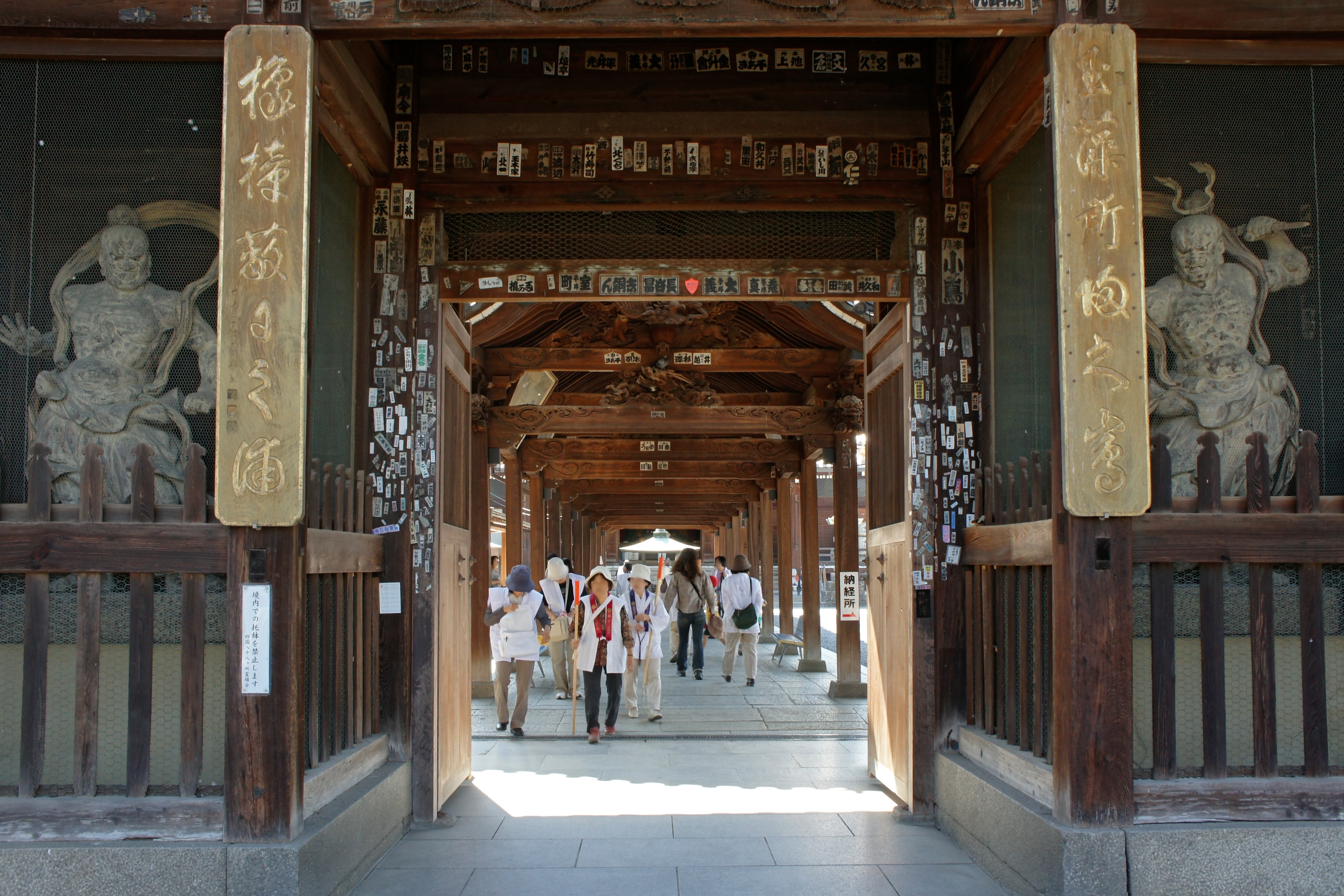
Doi Nio stând de o parte și de alta la intrarea templului Zentsu-ji din orașul Zentsūji, Japonia.

În budism, Kongōrikishi (金刚力士?) sau Niō (仁王?) sunt doi războinici și paznici cerești ai lui Buddha care apără intrarea în toate templele budiste din China, Japonia și Coreea de demoni și spirite rele. Ei sunt manifestări ale lui bodhisattva Vajrapani, una dintre cele mai vechi și mai puternice divinități ale panteonului mahayanist. Conform tradiției japoneze, Niō au călătorit împreuna cu Buddha pentru al proteja de rele. Acest lucru este menționat în câteva sūtre. De asemenea, ei mai sunt văzuți și ca manifestări ale lui bodhisattva Mahasthamaprapta.

## Înfățișare
Niō au o înfățișare terifiantă, violentă și crudă. Ei nu sunt alteceva decât niște războinici brutali, cu chipurile încordate dramatic, imaginați cu ochii mari și bulbucați, cu nasul uriaș și cu părul ca o vâlvaie. Niō mai sunt reprezentați purtând niște armuri de războinic, și apar mereu în poziție marțială.
Cei doi Niō se numesc: Misshaku Kongō sau Agyo, mânuind o vajră și stând cu gura deschisă amenințător reprezentând creația sau nașterea, aflânduse în dreapta intrării în templu, și Naraen Kongō sau Ungyo , mânuind o sabie și stând cu gura închisă reprezentând distrugerea sau moartea, aflânduse în stânga intrării. De obicei, cele două statui sunt făcute din lut, iar poarta de intrare unde se află se numește Niōmon.